# Jerzy Banatowicz
Jerzy Banatowicz (ur. 1947 w Gryfinie) – pułkownik dyplomowany saperów Wojska Polskiego.

## Życiorys
Podchorąży w Oficerskiej Szkoły Wojsk Inżynieryjnych w latach 1966–1969, następnie od 1969 do 1975 był dowódcą plutonu i kompanii pontonowej w 5 Brygadzie Saperów. Na wysokim poziomie organizował i prowadził szkolenie swych pododdziałów. W 1978 roku ukończył studia w Akademii Sztabu Generalnego. W 12 pułku pontonowym w latach 1978–1981 pełnił funkcję starszego pomocnika i szefa sztabu pułku. W okresie od 1981 do 1985 dowodził 3 pułkiem pontonowym. Zastępca szefa Wojsk Inżynieryjnych Pomorskiego Okręgu Wojskowego w latach 1985–1986. Dowódcą 5 Brygady Saperów został w 1986 z którą osiągał dobre wyniki w wyszkoleniu bojowym i podczas ćwiczeń z wojskami oraz za całokształt działalności w 1988 roku. W drodze wyróżnienia został skierowany na studia w Akademii Sztabu Generalnego Sił Zbrojnych ZSRR. Po ukończeniu studiów w 1990 objął stanowisko szefa Wojsk Inżynieryjnych Śląskiego Okręgu Wojskowego. Podczas wielkiej powodzi w lipcu 1997 roku, włożył wiele osobistego zaangażowania i inwencji w sprawne kierowanie jednostkami inżynieryjnymi Śląskiego Okręgu Wojskowego.
Ambitny, sprawny w działaniu, wymagający, konkretny. Lubi czytać literaturę faktu i historię wojskowości. Miłośnik przyrody.

## Awanse
- podporucznik – 1969
- podpułkownik - 1981
- pułkownik – 1986

## Ordery i odznaczenia
- Krzyż Kawalerski Orderu Odrodzenia Polski - 5 listopada 1993[2]
- Krzyż Oficerski Orderu Odrodzenia Polski – 31 stycznia 2001[3]
- Złoty Krzyż Zasługi
- Srebrny Krzyż Zasługi
- Złoty Medal „Za zasługi dla obronności kraju”
- Srebrny Medal „Za zasługi dla obronności kraju”
- Brązowy Medal „Za zasługi dla obronności kraju”
- Złoty Medal „Siły Zbrojne w Służbie Ojczyzny”
- Srebrny Medal „Siły Zbrojne w Służbie Ojczyzny”
- Brązowy Medal „Siły Zbrojne w Służbie Ojczyzny”